# Schloss Bechtolsheim
Schloss Bechtolsheim war eine Wasserburg und späteres Schloss im gleichnamigen Ort im Landkreis Alzey-Worms.

## Lage
Die Lage des Schlosses ist nicht näher bestimmbar und nur durch die Straßennamen „Vor dem Schloss“, „Hinter dem Schloss“ und „Schlossgasse“ nahe dem Ufer der Selz zu lokalisieren.

## Geschichte
Die früheste urkundliche Erwähnung der Burg fällt in das Jahr 1303. Vermutlich wurde sie im 13. Jahrhundert errichtet. 1252 wird ein „Peregrino de Berttoldisheim“ urkundlich erwähnt. Als Erbauer werden die Herren von Bolanden angenommen. Im 14. und 15. Jahrhundert befand sie sich im Besitz einer Ganerbschaft und wurde 1464 an die Kämmerer von Dalberg verkauft. 1504 wurde die Burg in der sogenannten Pfalzfehde durch hessische Truppen schwer beschädigt und anschließend wiederaufgebaut. Die endgültige Zerstörung erfolgte 1689 im Pfälzischen Erbfolgekrieg. Instandsetzungsbestrebungen im 18. Jahrhundert blieben erfolglos. Anfang des 19. Jahrhunderts wurden die letzten Reste auf Abbruch verkauft und abgetragen.

## Anlage
Obwohl das Schloss heute nicht mehr vorhanden ist, ist sein Aussehen aufgrund einer Bauaufnahme von 1733 bekannt. Die Hauptburg bestand demnach aus einem von einem Wassergraben umgebenen rechteckigen Kernbau mit vier runden mit Schießscharten bewehrten Ecktürmen. Dieser war mit einer Brücke durch ebenfalls mit Rundtürmen bewehrten Vorburg verbunden, die ebenfalls von Wassergräben umgeben war. Davor lag offenbar ein wenig befestigter Wirtschaftsbereich. Die Anlage mit von Wassergräben umgebenen Kern- und Vorburg spricht für eine ursprüngliche Turmhügelburg.